# هوراس و پیت
هوراس و پیت (به انگلیسی: Horace and Pete) یک مجموعهٔ تلویزیونی آمریکایی در ژانر کمدی-درام به نویسندگی و کارگردانی لوئیس سی. کی است. سی. کی این مجموعه را یک تراژدی توصیف می‌کند. علاوه بر لوئیس سی. کی، آلن آلدا، استیو بوشمی، ادی فالکو، لاری متکاف و جسیکا لنگ در این مجموعه ایفای نقش می‌کنند. داستان این سریال دربارهٔ صاحبان یک بار قدیمی در بروکلین به نام‌های هوراس (با بازی سی. کی) و پیت (با بازی استیو بوشمی) می‌باشد و از خلال ماجراهایی که در این بار اتقاق می‌افتد به موضوعاتی چون مسائل خانوادگی و سیاسی، مشکلات روحی و... می‌پردازد. قسمت نخست در ۲ آوریل ۲۰۱۶ در وبسایت سی. کی بدون اطلاع قبلی منتشر شد. از ۲ آوریل ۲۰۱۶ تا ماه ژوئن قسمت‌های بعدی تا قسمت دهم به صورت هفتگی منتشر می‌شدند. در ژوئن ۲۰۱۶ سی. کی علاقه خود را برای ساخت فصل دوم این مجموعه بیان کرد.